# Banque Indosuez

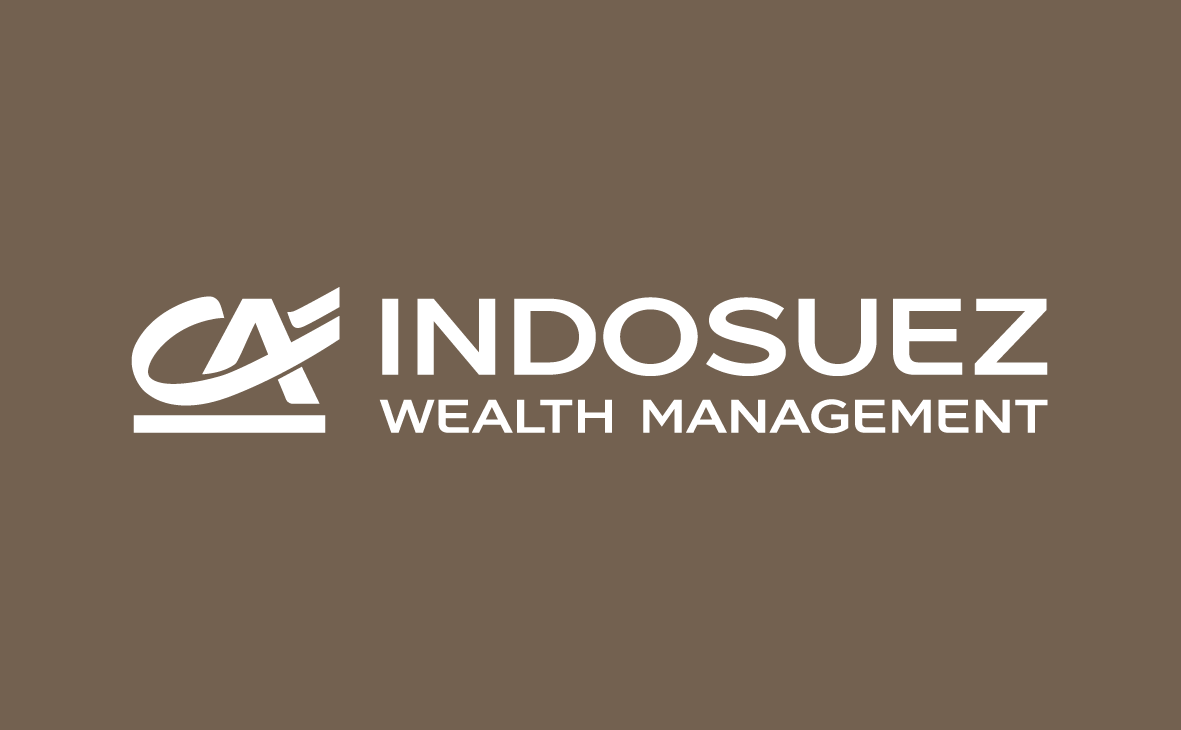

La banque Indosuez est une banque française, héritière de la banque de l'Indochine et de la banque de Suez & de l'union des mines. 
Elle a été intégrée dans les activités de banque d'affaires et de financement du groupe Crédit agricole, via la filiale Crédit agricole Indosuez, qui est devenue plus tard Crédit agricole Corporate and Investment Bank (CACIB). 
Le groupe Crédit agricole a choisi de préserver la marque Indosuez, qu'il a appliquée à son activité de gestion de fortune, appelée désormais Indosuez Wealth Management.

## Histoire

### Banque de l'Indochine

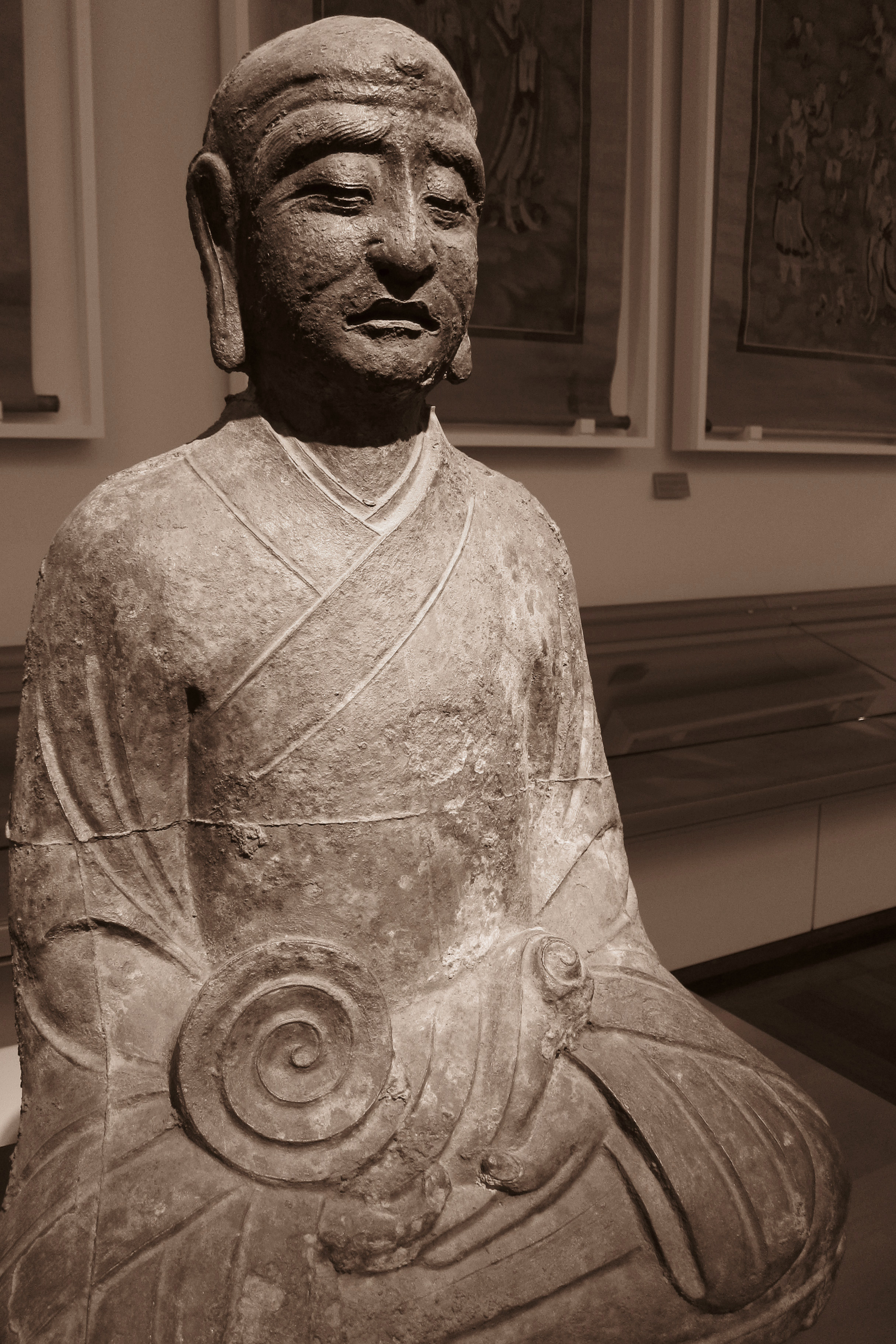
"Arhat assis, Chine, Dynastie Ming, 18e année de l'ère Chenghua (1482)" - musée Guimet, don de la banque Indosuez, 1992.

La banque Indosuez est l’héritière de l’une des grandes banques historiques de la place parisienne, la banque de l'Indochine. Celle-ci a été créée en 1875 pour servir de banque d’émission et de banque généraliste dans les territoires français de l’Indochine. Elle y devient une grande banque d’affaires durant la dépression des années 1930, quand elle transforme nombre de grosses créances en participations dans des entreprises défaillantes. Entre-temps, elle a récupéré les agences du Comptoir national d'escompte de Paris qui, frappé par un krach en 1889, s’est replié sur l’Europe et délaisse les colonies du Pacifique et les places chinoises. Enfin, le renouvellement de la concession de banque d’émission en 1895 lui impose de se déployer dans les concessions françaises en Chine, où elle devient le partenaire essentiel et durable des entreprises qui s’y font du négoce ou gèrent des services collectifs, comme à Shanghai ou Canton. Si les aléas de la Seconde Guerre mondiale puis de la Guerre d'Indochine sapent ses positions dans cet outre-mer, elle devient une grande banque d’entreprise et d’affaires en France métropolitaine. Elle y a récupéré les entreprises débitrices dans les années 1930 ; elle y accompagne le transfert massif des actifs par les groupes encore présents en Indochine. Et elle s’y crée une clientèle nouvelle en profitant de l’élan des Trente Glorieuses.
En 1920 est créée La Luxembourgeoise, en 1922 le Crédit foncier de Monaco, puis en 1931 la Compagnie algérienne de crédit s'installe au Liban. En 1947, la banque fait son entrée au Brésil. 
Toutefois, au tournant des années 1970, l’équipe dirigeante de la Banque de l’Indochine semble vaciller quant à son orientation stratégique et quant à son mode de gestion. Malheureusement pour elle, elle rejoint la mouvance des « proies » que, dans la banque comme dans l’assurance, visent des institutions plus dynamiques, disposant de plus d’habileté et de moyens financiers. C’est ainsi que, au bout du compte, on décide de se rapprocher de la Compagnie financière de Suez. Celle-ci disposait déjà de la Banque de Suez & de l’Union des mines, héritière de la Banque de Suez créée en 1959, et de l’Union des mines, née en 1923. Mais son envergure restait modeste par rapport à celle de Paribas – qui a repris la Banque de l’union parisienne au début des années 1970 –, notamment, voire de la BNP, du Crédit lyonnais et de la Société générale.

### Banque de Suez
En 1959, à la suite de la nationalisation du canal de Suez, la Banque de Suez est créée. En 1966, la Banque de Suez fusionne avec l'Union des mines et devient Banque de Suez & de l'Union des mines.

### Banque Indosuez

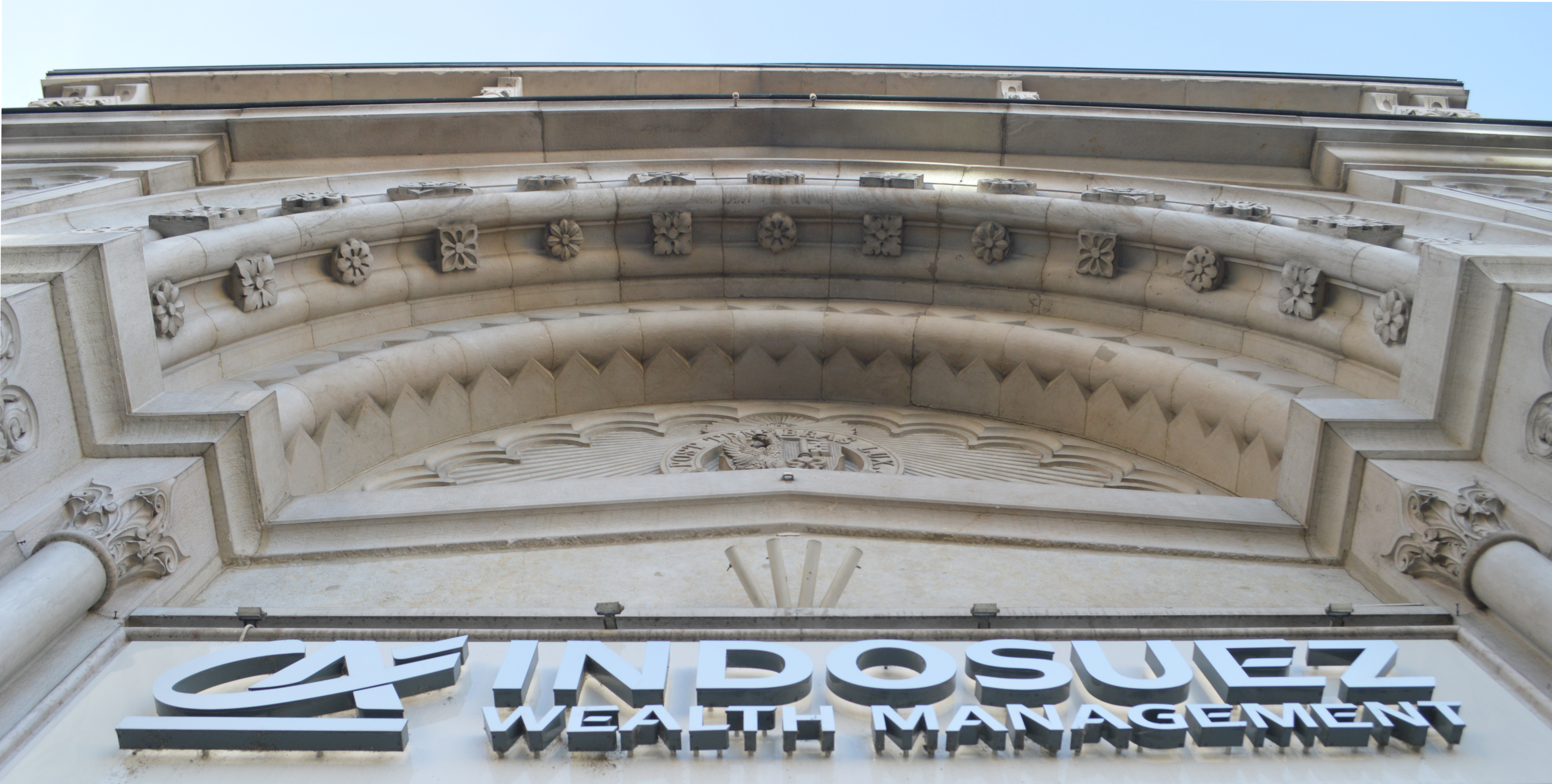
Quai de la Poste 18, Genève

C’est ainsi que la Banque de Suez & de l'Union des mines et la Banque de l’Indochine fusionnent officiellement au 1er janvier 1975 pour créer la banque Indosuez. Celle-ci devient une actrice éminente en banque d’entreprise et d’affaires, en concurrente directe de Paribas.
Elle bénéficie d’un solide réseau international et européen, d’une communauté de partenaires d’affaires ; elle se développe fortement dans la banque de négoce et de change, avec l’une des toutes premières salles de marchés moderne, informatisée, de la place. Elle pousse les feux dans la banque des promoteurs immobiliers. 

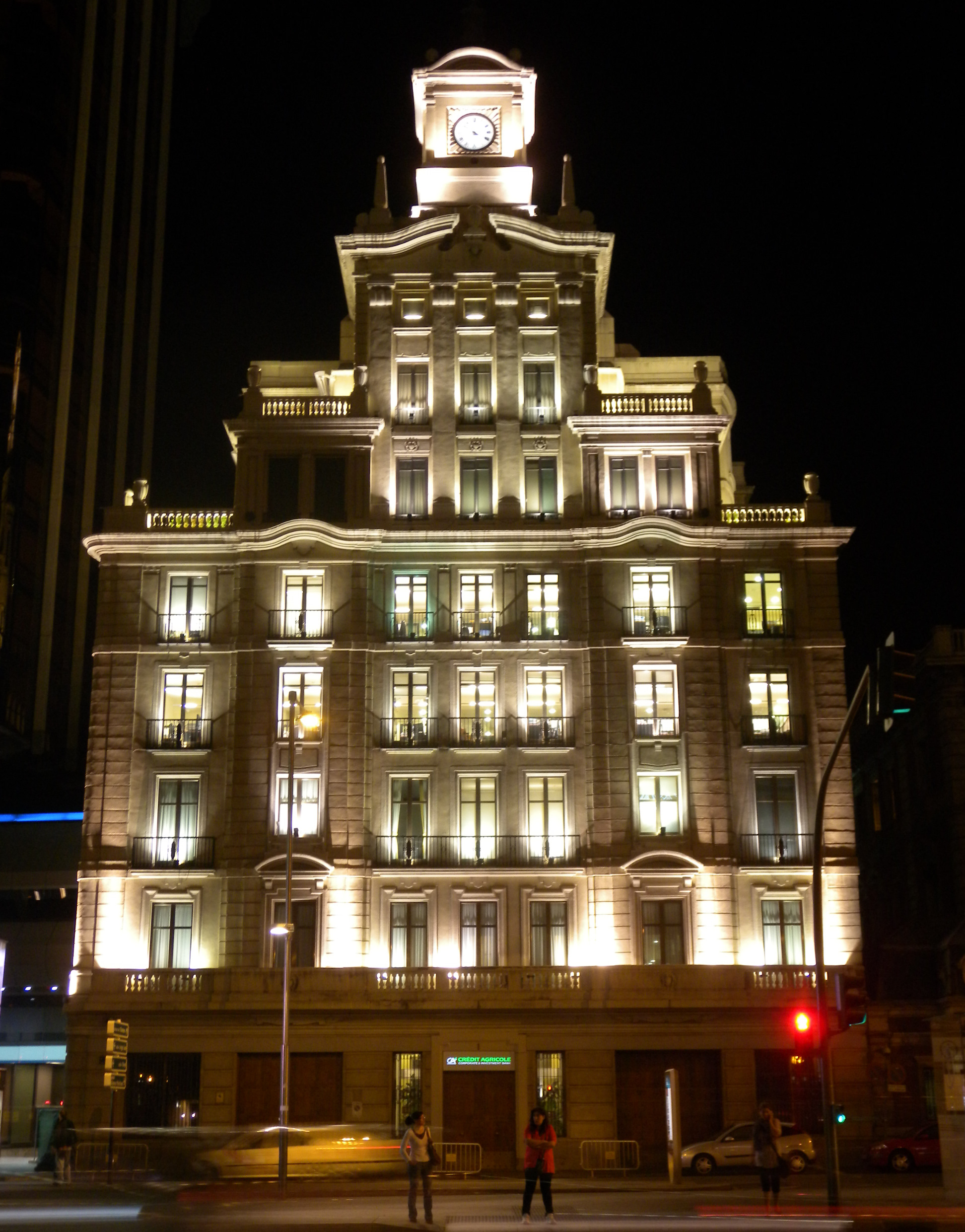
Paseo de la Castellana (1), plaza de Colón, Madrid

On peut considérer Indosuez comme la principale rivale de Paribas en tant que banque d'affaires. La force d’Indosuez est indéniable : moins puissante que Paribas, elle est l’une des grandes banques de financement et d’affaires en France et en Europe. Elle regroupe en 1990 quelque 17 000 salariés : 5 600 au siège de la maison mère, 2 000 dans des filiales de banque commerciale dans les outre-mers et au Moyen-Orient, 2 400 dans le crédit-bail (leasing), 1 700 dans la gestion de fortune, etc. Elle est la neuvième banque française par son bilan (346 milliards de francs, face aux 1 554 du Crédit agricole), la huitième par ses fonds propres (14 face aux 78 du Crédit agricole) et son résultat net (930 millions face aux 4 700 du Crédit agricole) et la dixième par ses effectifs.
Une première force réside dans le métier de banque d’entreprise (corporate banking) avec près de 500 salariés. Les encours de crédit aux entreprises en France y ont bondi de onze à 22 milliards de francs entre 1987 et 1990, ceux de la promotion immobilière de deux à dix milliards, soit 32 milliards au total, l’équivalent des 31 milliards portés par la Caisse nationale (Unicrédit et Foncaris) en 1990. S’y ajoutent les compléments indispensables « dans le domaine des instruments de dette et de change, voire des métiers d’ingénierie financière et de haut de bilan ». « Bien que les clientèles d’Unicrédit et de Foncaris soient bien différentes de celles d’Indosuez en France, il est possible d’imaginer que le rapprochement des trois structures donne naissance à une banque d’entreprise disposant d’un réseau d’agences régionales », ayant « accès à une clientèle de grands groupes industriels ».
Un département de Haute Banque (fusions & acquisitions) y a été monté par l’associé-gérant Patrice Mignon et une équipe de six directeurs et de soixante spécialistes (Paris, Londres, New York, Tokyo, Madrid, Genève, Milan) ; elle pourrait fort bien devenir une entité nouvelle au sein d’Union d’études & d’investissements. Un département « financement complexe de projets et d’actifs » s’occupe d’affaires immobilières, de financement d’infrastructures, de leasing et de financement spéciaux (shipping, aérien), de crédit-bail immobilier, avec, à cette époque, plus de 26 milliards de francs d’engagements, soit plus du double de l’encours de l’entité similaire à la Caisse nationale.
Indosuez est forte dans le métier de courtage d’actions entre Londres (WI Carr), Paris et Tokyo-Hong Kong, avec plus d’un millier de salariés, alors que la Caisse nationale n’en dispose que de 150 sur ce créneau. « Indosuez a fait une priorité stratégique du  développement des services liés aux ordres de Bourse d’une clientèle de particuliers fortunés et d’[investisseurs] institutionnels. Ses responsables considèrent en effet que le courtage est une composante essentielle d’un concept intégré de salle des marchés actions qu’ils entendent promouvoir au cours des prochaines années. » 
La division Activités de marché de capitaux est plus développée chez Indosuez (produits dérivés de taux, futures) avec une grande salle de marchés parisienne et une autre à New York, et avec environ 1 600 salariés contre seulement 300 au Crédit agricole : « Il bénéficierait de l’avance du groupe Indosuez dans les produits dérivés de taux et en ingénierie de produits de marché. » Mais cela suscite des engagements hors-bilan élevés : 1 209 milliards de francs en 1990. Chez Indosuez, « le franc français représente respectivement 37 % de l’actif et 35 % du passif, la part du dollar est de 26 % et celle des devises européennes de 24 %, à l’actif et au passif. » Quant aux risques crédits, ils ne concernent la France que pour 27 %, tandis que les autres pays d’Europe pèsent 32 % et l’Asie 14 %. Enfin, le produit net bancaire est issu de la France pour 46 %, du reste de l’Europe pour 25 % et d’Asie pour 13 %, d’Amérique du Nord pour 9 %.
Néanmoins, durant le début des années 1990, son directeur général Antoine Jeancourt-Galignani se laisse griser par le boum conjoncturel et Indosuez distribue trop de grosses lignes de crédit dans des secteurs à risque, dont l’immobilier. Quand la crise de 1993-95 surgit, elle se retrouve « collée » dans trop d’immobilisations néfastes à sa liquidité et à sa profitabilité. Elle devient une sorte de « boulet » pour sa maison mère Suez, elle-même empesée de trop de participations pas assez rentables, d’où cette politique de « fluidité » des métiers d’un groupe qui enclenche une révolution stratégique, marquée par la vente d’actifs bancaires (Indosuez, Sofinco, Générale de Banque en Belgique, etc.). Le cabinet McKinsey est d’ailleurs chargé en 1995 de soupeser son portefeuille d’activités et de proposer des pistes d’évolution stratégique : en janvier 1996, on décide en conséquence de recentrer la banque sur son cœur de métiers et sur des zones géographiques essentielles, d’où des replis d’activités et d’implantations.

### Acquisition d'Indosuez par le groupe Crédit agricole
Le 29 avril 1996, la Compagnie financière de Suez annonce céder le contrôle majoritaire d’Indosuez au groupe Crédit agricole. Son conseil d’administration du 30 avril en approuve le principe,. Une garantie de passif partielle est accordée par le vendeur.  Un accord est conclu le 9 mai 1996. Le 2 juillet, le Crédit agricole acquiert 53 % d’Indosuez ; une seconde tranche de 47 % est acquise plus vite que prévu initialement, dès la signature d’un second accord le lundi 23 décembre 1996 ; l’entier contrôle lui permet d’accélérer l’intégration de cette filiale. Suez, de son côté, peut alléger ses immobilisations et son bilan grâce aux revenus de cette vente. Il touche en effet 6,25 milliards de francs, puis 5,65 milliards.  Cette vente permet à la banque de rehausser sa note Moody's grâce à la solidité financière de son nouveau propriétaire. La Caisse nationale du Crédit agricole doit augmenter son capital de 6,6 milliards de francs durant l’été 1996. En tout cas, quand se clôt l’exercice 1996 d’Indosuez, on apprend que le produit net bancaire a atteint 12,5 milliards de francs (+ 15 à 21 %), le résultat net courant 1,5 milliard (+ 92 %) et le résultat net consolidé 783 millions au lieu de 533 millions.
Deux groupes complémentaires
Certes, le poids du Crédit agricole était imposant en 1995, avec des parts de marché substantielles pour la collecte bancaire (21,3 %), l’actif net des sicav (11,5 %), la conservation titres (11 %), l’encours d’assurance-vie (9,7 %), les opérations de marché et de titres de placement (11 %) et surtout l’encours de crédit (15,6 %). Mais la fraction de son produit bancaire net obtenu hors de France est de seulement 1,5 % (soit un milliard de francs environ). Incorporer Indosuez lui permet de bondir sur ce créneau.
Comparaison entre le Crédit agricole et Indosuez en 1995 (millions de francs)
|                                 | Crédit agricole | Indosuez | Paribas |
| Bilan                           | 1 893           | 428.5    | 980     |
| Crédit clientèle                | 1 015           | 147      | 168     |
| Fonds propres (part du groupe)  | 102,6           | 11,5     | 18.1    |
| PNB                             | 66              | 11,9     | 11.3    |
| Revenu brut d’exploitation      | 24,5            | 2,1      | 1.7     |
| Revenu net (part du groupe)     | 6,5             | 0,107    | -2.9    |
| Pourcentages                    |                 |          |         |
| Coefficient d’exploitation      | 63              | 80       | 84.6    |
| Rendement sur fonds propres     | 6,3             | 1        | ?       |
| Ratio Cooke                     | 10,5            | 10,6     | 8.8     |
| Effectifs (unités)              | 73 500          | 12 113   | 9 750   |
| Les Échos, 29 avril 1996, p. 17 |                 |          |         |

D’autre part, Mestrallet lui-même admet qu’il était nécessaire d’adosser Indosuez à une grande banque, tel que le Crédit agricole : « Indosuez n’a pas de dépôts et se finance exclusivement sur les marchés. Pour qu’Indosuez puisse se développer, il fallait absolument faire remonter sa notation en lui apportant des capitaux importants, ce qui aurait accru l’endettement du groupe sans aucune certitude sur les résultats auprès des agences de notation. Le redressement de la banque est apparu comme un pari risqué, incertain et assez coûteux. ». « Il est vrai que la Banque verte, notée AA, peut quasiment absorber le coût total de son acquisition avec deux ans de résultat. Et, surtout, elle collecte, via son réseau, d’importants excédents de liquidités. ».

### Crédit agricole Indosuez puis Indosuez Private Banking
L’intégration d’Indosuez s’accompagne de la reprise du nouveau Siège d’Indosuez, installé quai Paul-Doumer, à Courbevoie, quasiment au pont de Neuilly. Lors de réunions communes des 23 septembre et 21 octobre 1996, la nouvelle maison mère entreprend de définir avec sa filiale le programme de rapprochement effectif des activités. Le cabinet McKinsey est chargé d’évaluer les synergies entre les deux maisons. « Le Crédit agricole va maintenant accélérer la réorganisation des trois métiers pour lesquels subsistent des doublons entre ses différentes structures : la gestion privée, le pôle gestion d’actifs – la banque a 650 milliards de francs sous gestion, ce qui la place au troisième rang européen – et l’intermédiation boursières. ».
Une mutation de grande ampleur est enclenchée : « Indosuez est en effet destinée à devenir le pôle grande clientèle (international et grandes entreprises) du groupe Crédit agricole. Seront rattachées à Indosuez les activités de banque de gros, de crédit, de négoce et de financement spécialisé, de salles de marché et de réseau international. ». Les assemblées générales d’Indosuez et d’Unicrédit, la filiale d’UI, se tiennent le 20 mai 1997, celle de la Caisse nationale le 21 mai : Unicrédit est apportée à Indosuez, qui hérite en sus des activités internationales et de négoce de la Caisse nationale ainsi que de ses activités de marchés. En revanche, Indosuez Asset Management rejoint Segespar pour constituer Indocam Asset Management. Enfin, le 20 mai 1997, naît une nouvelle banque : Crédit agricole Indosuez (CAI), au capital de 4 559 millions de francs.
En 1998, la crise des marchés émergents frappe Indosuez de plein fouet, et son propriétaire en profite alors pour renforcer son contrôle sur la banque privée.
À la suite du rachat du Crédit lyonnais, les activités de banque d'affaires prennent le nom de Calyon (désormais Crédit Agricole Corporate & Investment Bank), tandis qu'en 1999 les activités de gestion de fortune en France ont pris le nom de Banque de gestion privée Indosuez (BGPI).
En 2010, la filiale Banque Indosuez Mer Rouge est cédée à Bank of Africa pour une somme non dévoilée, ceci dans le cadre d'une stratégie de restructuration de ses activités.
En 2011, est créée la holding Crédit Agricole Private Banking, puis en 2012 la BGPI devient Indosuez Private Banking, et en 2016, les activités de gestion de fortune du groupe Crédit agricole sont rassemblées sous la marque « Indosuez Wealth Management »,.
Depuis août 2015, Crédit Agricole Corporate & Investment Bank, CACEIS et Indosuez Wealth Management forment le pôle « Grande Clientèle » du groupe Crédit Agricole.
Depuis, Indosuez Wealth Management rassemble 3 060 collaborateurs dans 13 implantations à travers le monde : en Europe (France, Belgique, Espagne, Italie, Luxembourg, Monaco et Suisse), en Asie-Pacifique (Hong Kong "RAS", Singapour et Nouvelle-Calédonie), au Moyen-Orient (Émirats Arabes Unis à Abu-Dhabi et Dubaï), et aux Amériques (Brésil, Uruguay, États-Unis à Miami). Le groupe Indosuez Wealth Management dispose de 128 milliards d’euros d’actifs sous gestion (au 31 décembre 2020). Indosuez Wealth Management est une société de droit français, filiale à 100 % de Crédit Agricole Corporate & Investment Bank (Crédit Agricole CIB), banque de financement et d'investissement, elle-même détenue par Crédit Agricole S.A.